# Stenoschema recticauda
Stenoschema recticauda är en insektsart som beskrevs av Max Beier 1954. Stenoschema recticauda ingår i släktet Stenoschema och familjen vårtbitare. Inga underarter finns listade i Catalogue of Life.